# Regió d'Adamaua
Adamaua és una de les deu regions de la República de Camerun. La seva capital és la ciutat de Ngaoundéré.

## Geografia
Està situada entre els 6º i 11° lat. N. i 15° long. E., a mig camí entre el llac Txad i la badia de Biafra. Es troba banyada pels rius de Benue i Yadseram. El centre i el nord de les regions són altiplans, amb elevacions d'entre 1.200 i 1.300 metres. Aquesta regió té hiverns secs i estius càlids i plujosos. Entre les seves produccions més destacades de troben la goma aràbiga, cautxú, ivori, pells, nou de cua, cotó, cereals i altres productes agrícoles.

## Departaments
Aquesta regió posseeix una subdivisió interna composta per cinc departaments:
1. Djerem
2. Faro-Deo
3. Mayo-Banyo
4. Mbéré
5. Vina

## Territori i població
La regió d'Adamaua té una superfície de 63.691 km². Dins de la mateixa resideix una població composta per 801.307 persones (xifres del cens de l'any 2005). La densitat poblacional dins d'aquesta província és de 12,58 habitants per km².